# 源親義
源 親義（みなもと の ちかよし）は、平安時代後期の武将。岡田親義とも呼ばれる。岡田冠者。

## 生涯
源義光の五男。
仕官を求めて上洛後、左衛門尉となった。保元元年（1156年）に平野神社領（のちに岩清水八幡宮領）であった信濃国筑摩郡岡田郷の浅間神社領の荘官として下向し、岡田冠者と称した。
治承4年（1180年）に以仁王の令旨での指名を受け、同族の源義仲の重臣として、子の太郎重義・小次郎久義を率いて挙兵した。会田・麻績の戦いや横田河原の戦いで信濃の平氏軍を破るが、寿永2年（1183年）に越中国倶利伽羅峠の戦いで、平知度と相打ちとなり戦死した。
その一方、『寛政重脩諸家譜』774頁に記されているおなじ義光流で甥の佐竹昌義（義業の子）の三男で同姓同名の岡田親義も木曾義仲に従い、倶利伽羅峠の戦いで戦死したと述べており、義光の子の岡田冠者親義と混同されている見方もある。